# Valentina Constanza Fuentes Murillo
Valentina Constanza Fuentes Murillo est une attaquante internationale chilienne de rink hockey.

## Palmarès
En 2016, elle participe au championnat du monde.